# KV Kortrijk
Koninklijke Voetbalclub Kortrijk (normalt bare kendt som KV Kortrijk) er en belgisk fodboldklub fra byen Kortrijk i Vestflandern. Klubben spiller i landets bedste liga, Belgiske Pro League, og har hjemmebane på Guldensporenstadion. Klubben blev grundlagt i 1901, og har siden to gange vundet den belgiske pokalturnering, men aldrig et mesterskab.

## Kendte spillere
- Lorenzo Staelens
- Émile Mpenza
- Mbo Mpenza

## Danske spillere
- Ole Nielsen (1974-1976
- Kenneth Zohore